# 冷子堡镇
冷子堡镇，是中华人民共和国辽宁省沈阳市辽中区下辖的一个乡镇级行政单位。

## 行政区划
冷子堡镇下辖以下地区：
冷前社区、冷后社区、高力房村、金山堡村、人和村、黄西村、黄东村、周徐村、说理村、业兴村、东古城子村、榛子岗村、李家村、忙前村和忙后村。